# Univar
Univar est une entreprise chimique américaine.

## Histoire
En septembre 2018, Univar annonce l'acquisition de Nexeo pour 1,05 milliard de dollars.